# Saltimbanque
Pour les articles homonymes, voir Saltimbanque (homonymie).

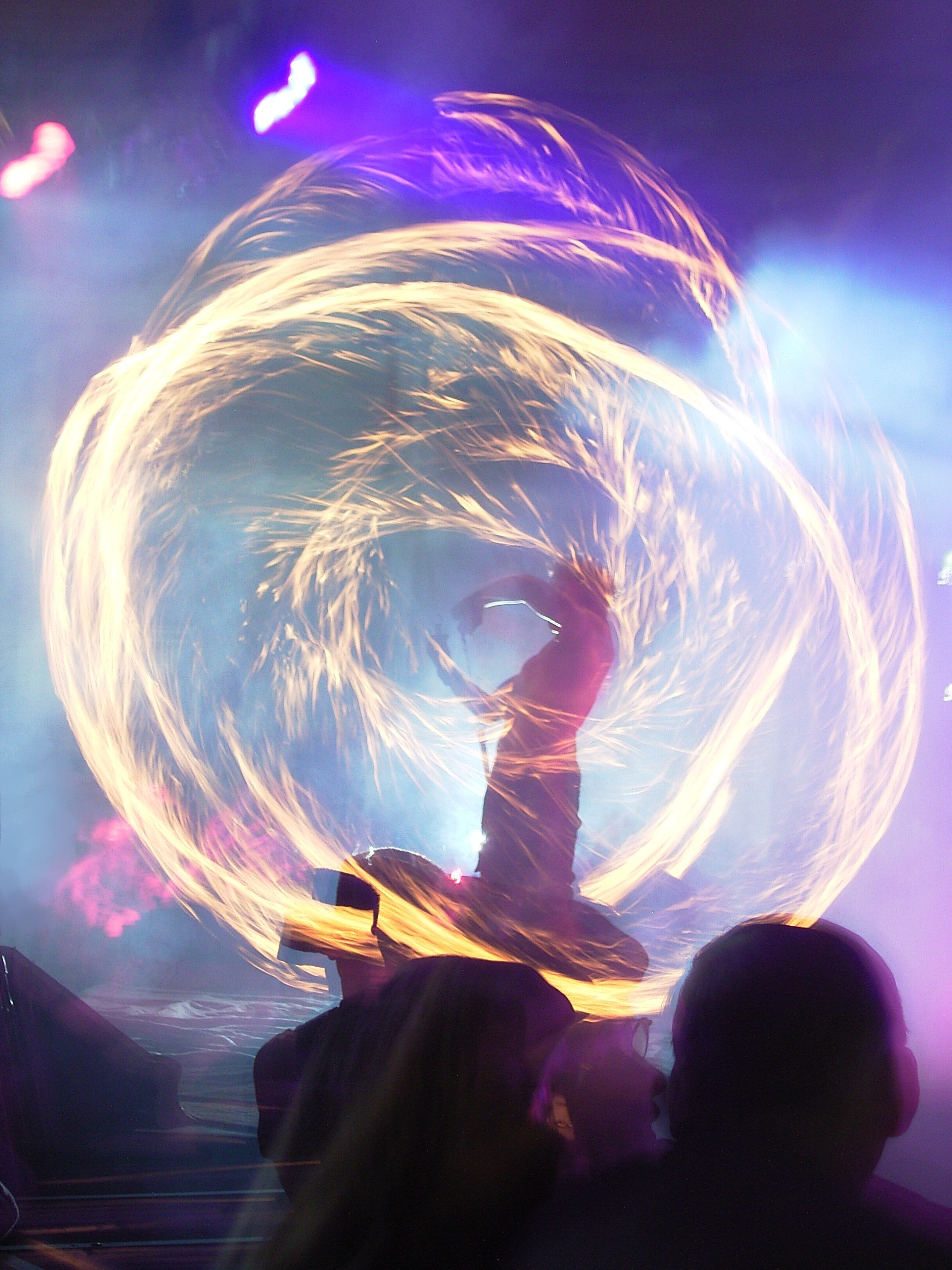
Jonglerie et pyrotechnie

Un saltimbanque est un artiste du spectacle de rue (spectacle vivant). Il fait toutes sortes de tours et joue de l'étonnement pour amuser le public dans les foires. Les troupes d'artistes se produisaient de ville en ville sous l'Ancien Régime. Les prestations étaient diverses, du montreur d'ours aux dramaturges itinérants qui allaient donner à la littérature française ses lettres de noblesse (confer la vie de Molière).

## Origine du mot

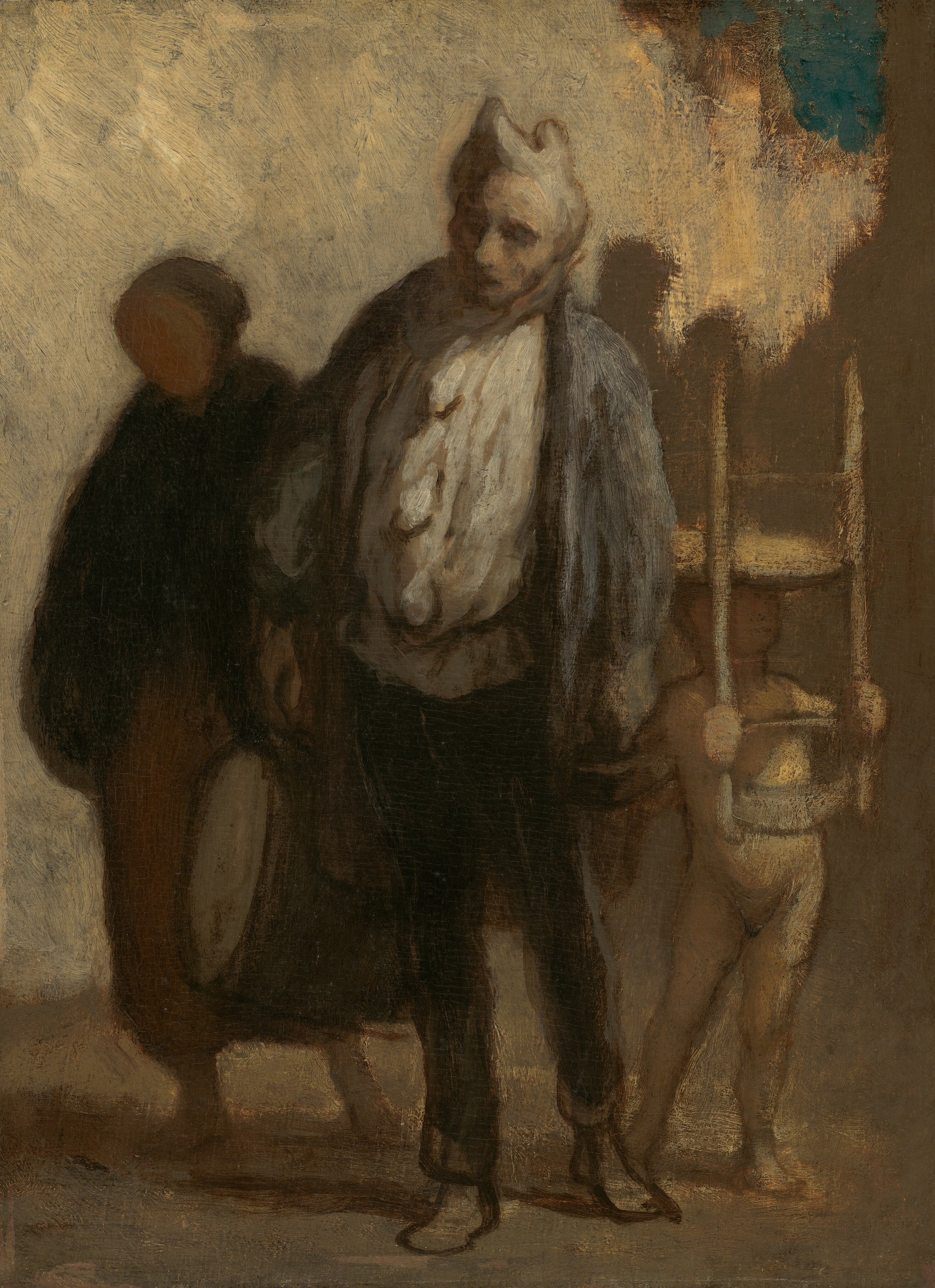
Saltimbanques itinérants
Honoré Daumier, 1847-1850
National Gallery of Art, Washington

Le mot saltimbanque est attesté en français depuis au moins le XVIIe siècle et provient de trois mots italiens : salta in banco, sauter sur une estrade. Cette dénomination, qui s'appliqua d'abord aux acrobates, s'étendit ensuite aux bateleurs ou faiseurs de tours de force, et enfin, par assimilation, à tous ceux qui abusaient de la crédulité publique en usant de tours de magie. Aussi communément utilisé comme mot familier pour désigner une personne inutile et non appréciée par la personne qui l'utilise.

## Les Saltimbanques de Daumier
Les peintures de Daumier (mieux connu pour ses caricatures politiques) révèlent son intérêt pour la condition humaine. Les musiciens de rue et les acrobates ambulants sont dépeints sans ridicule, l'artiste révélant avec sympathie la pauvreté et l'isolement de leurs vies en coulisses. Il a peut-être ressenti une affinité personnelle avec les artistes. Le petit garçon portant une chaise pourrait être un souvenir de l'enfance de Daumier, lorsque sa famille, démunie et vivant à Paris, subit de nombreux déplacements vers des logements de plus en plus dégradés. De plus, il a été suggéré que le clown plus âgé vêtu d'un costume traditionnel et dirigeant sa famille dans cette peinture pourrait être associé au père de l'artiste, un poète et dramaturge raté qui a été envoyé à l'asile d'aliénés de Charenton en 1851, où il est décédé.
Les défilés, ou parades, dans lequel des clowns, des musiciens, des aboyeurs et des hommes forts se produisent devant un théâtre ou une tente pour solliciter les clients pour le spectacle à l'intérieur étaient populaires au XVIIIe siècle dans le cadre des représentations de la Commedia dell'arte dans les foires. Au moment où Daumier peint ses tableaux de parade, dans les années 1860, ils ne sont plus un élément commun de la scène parisienne, bien qu'ils puissent encore être trouvés dans les forains temporaires mis en place lors des fêtes.

Saltimbanques de Daumier
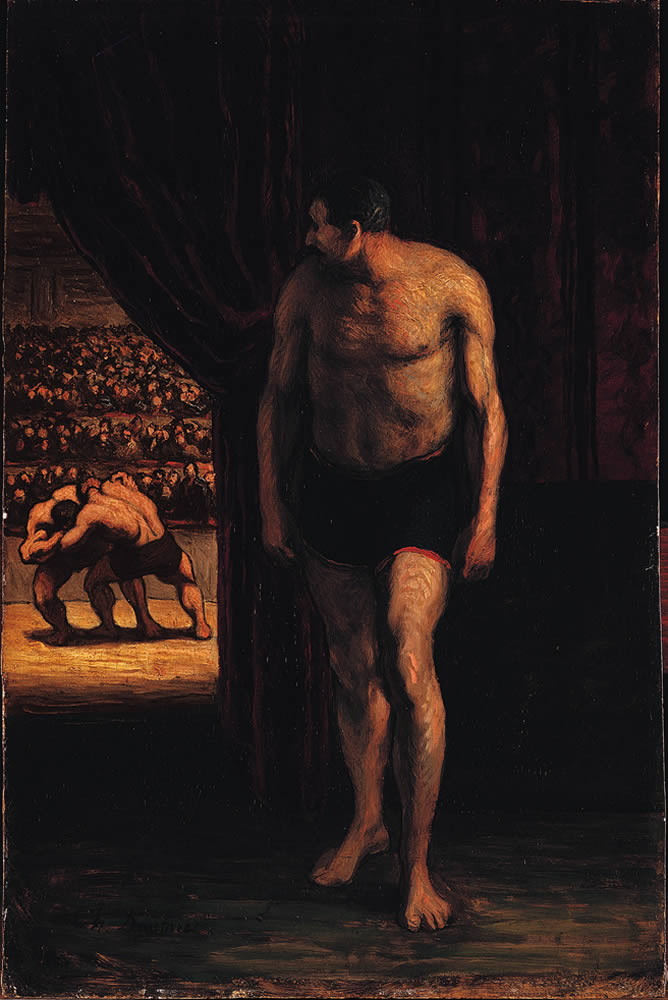
Le Lutteur, vers 1852 Ordrupgaard museum de Copenhague
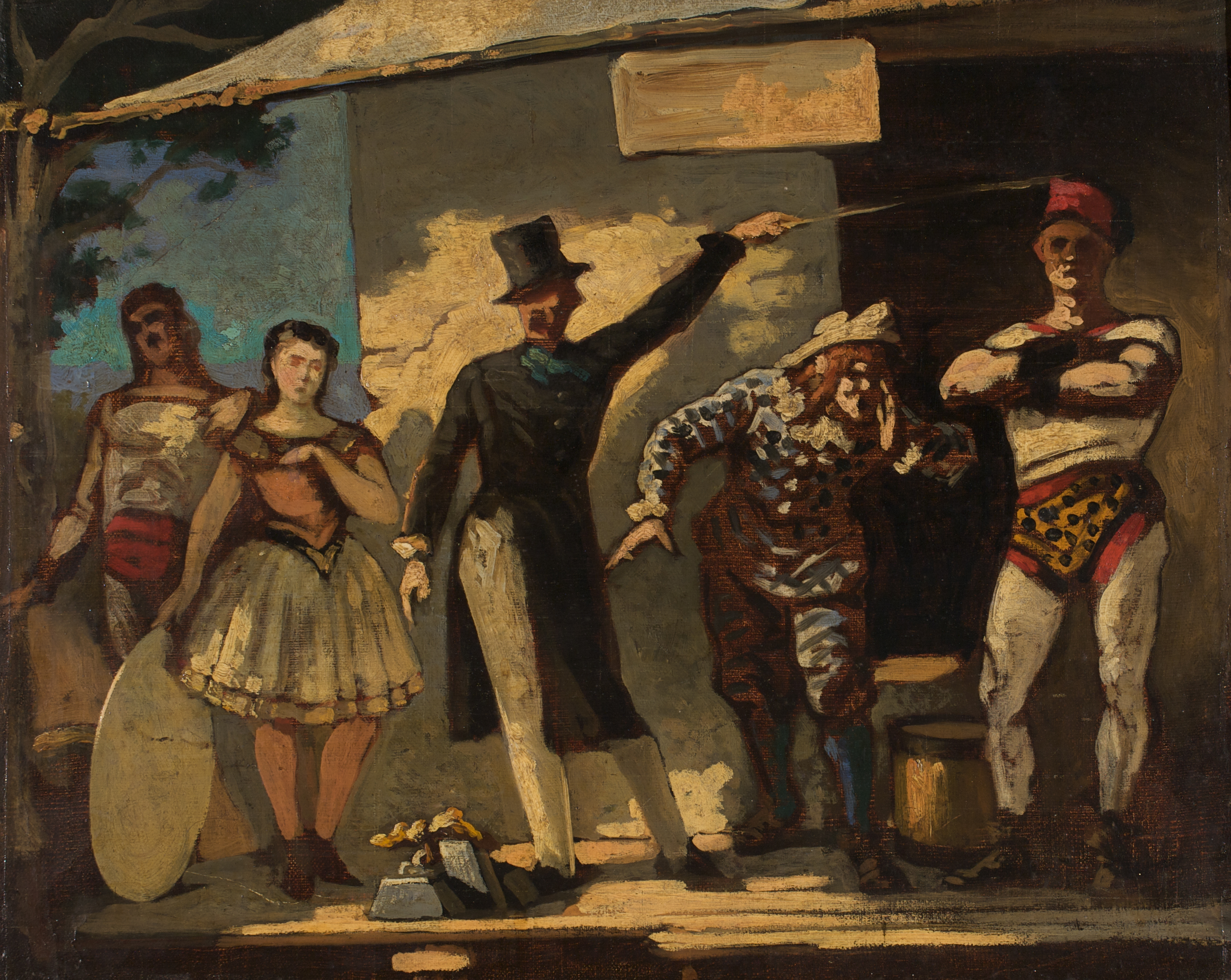
Les Jongleurs (Parade), 1860-1865 Palais du Belvédère (Vienne)
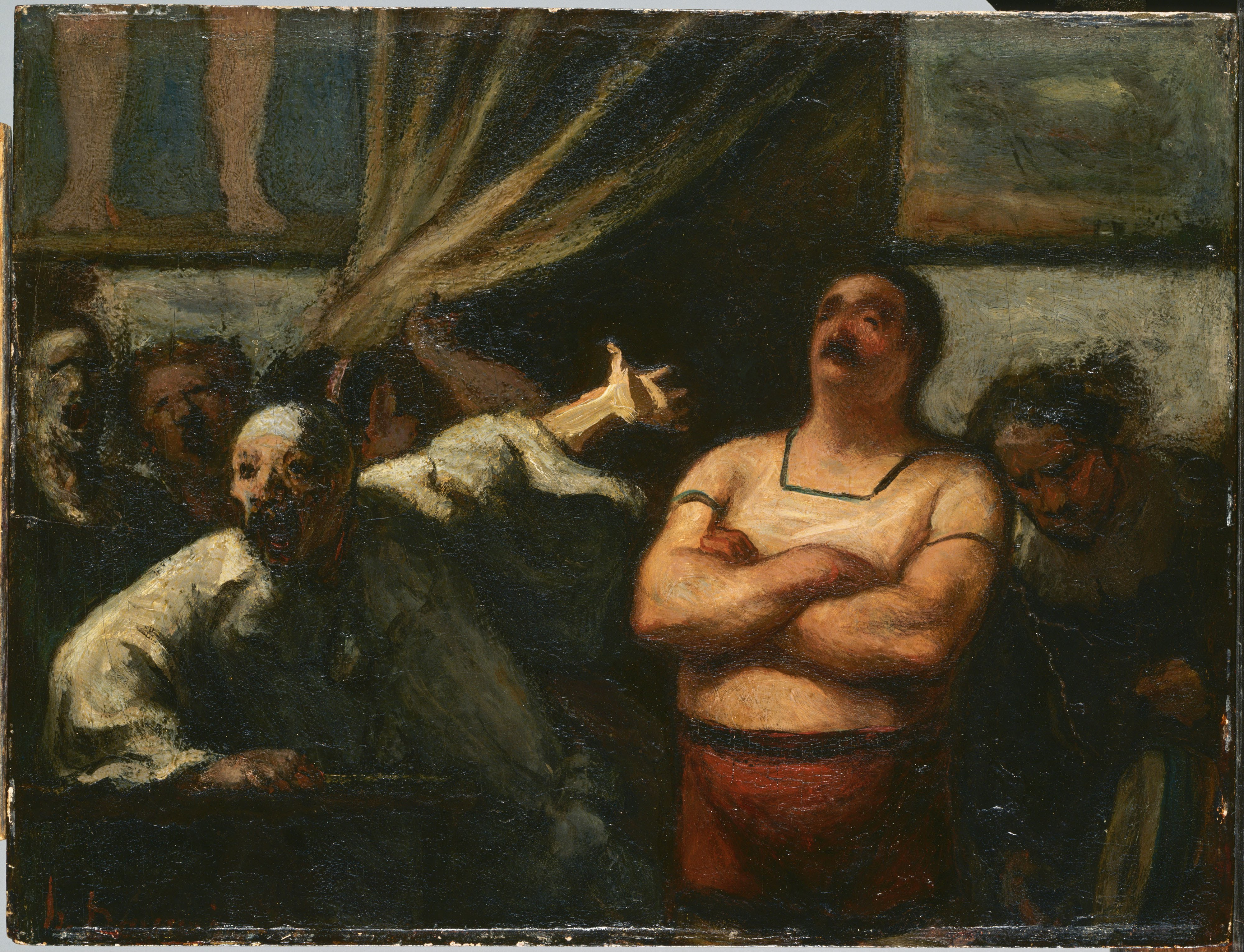
L'Homme fort, vers 1865 The Phillips Collection, Washington
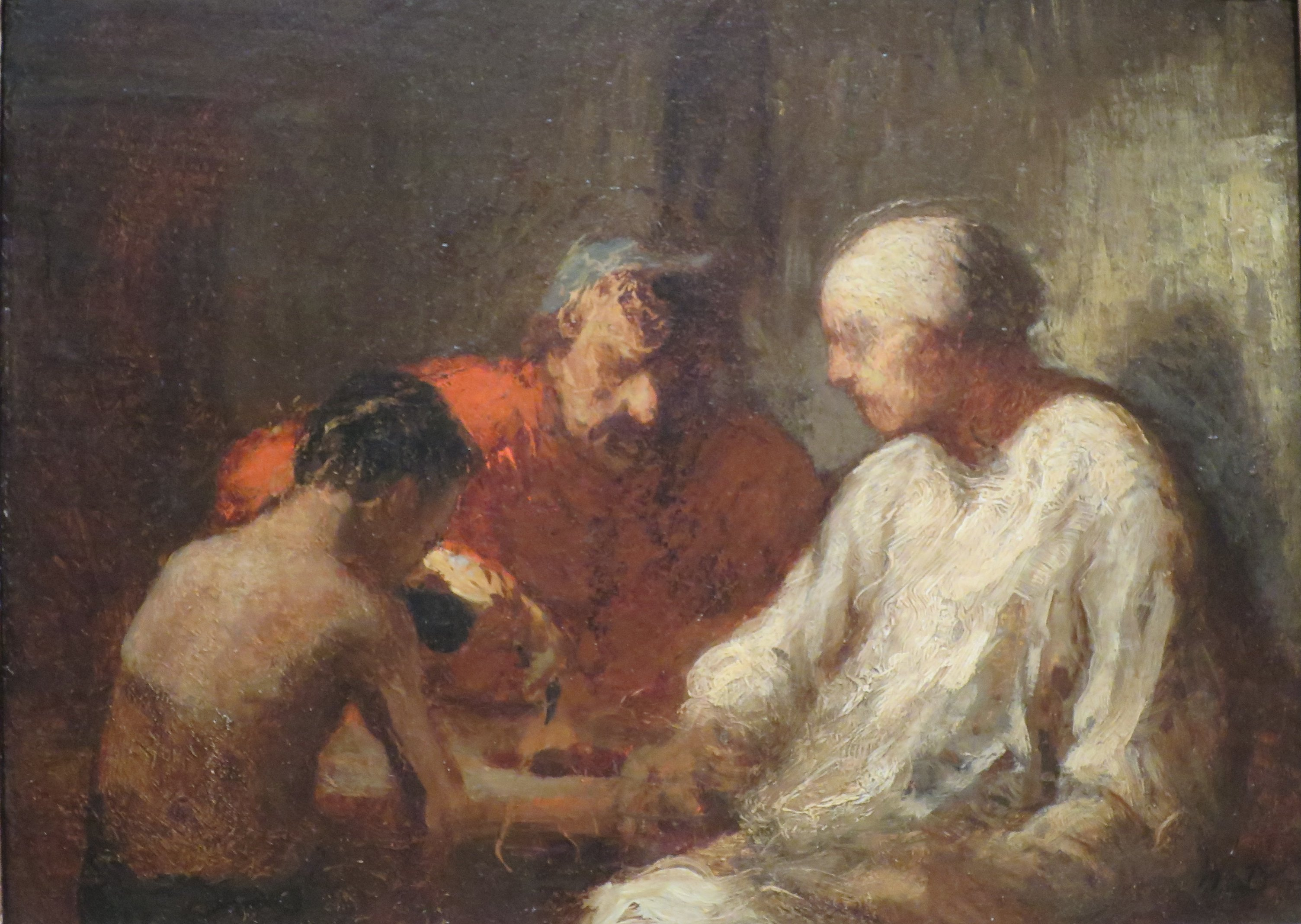
Saltimbanques au repos, 1870 Norton Simon Museum, Pasadena